# Авъл Ларций Македон
Авъл Ларций Македон (на латински: Larcius Macedo) е политик и сенатор на Римската империя през 2 век.
Произлиза от фамилията Ларции. През 124 г. той е суфектконсул заедно с Публий Дуцений Вер.